# Bashgyugh
Bashgyugh (in armeno Բաշգյուղ?) è un comune di 53 abitanti (2010) della Provincia di Shirak in Armenia.